# Косые (Кировская область)
Косые — деревня в Орловском районе Кировской области. Входит в состав Орловского сельского поселения.

## География
Расположена на расстоянии примерно 28 км по прямой на северо-запад от райцентра города Орлова.

## История
Известна с 1710 года как Заимочка вновь за Вязовкою речкою с 1 двором, позже починок вновь за Вязовкою речкою, в 1764 году 65 жителей, в 1802 6 дворов. В 1873 здесь (починок Завязовский или Косые) дворов 19 и жителей 98, в 1905 29 и 171, в 1926 (деревня Косые или Вновь Завязовский) 26 и 113, в 1950 27 и 84, в 1989 году 2 жителя. С 2006 по 2011 год входила в состав Чудиновского сельского поселения.

## Население
Постоянное население составляло 0 человек в 2002 году, 1 в 2010.